# Maximilian Weiß (Fußballspieler)
Maximilian Weiß (* 22. Juni 1998) ist ein deutscher Fußballspieler. 

## Karriere
Nach seinen Anfängen in der Jugend vom TSV Großbardorf wechselte er im Sommer 2013 in die Jugendabteilung vom FC Carl Zeiss Jena. Dort kam er zu seinem ersten Einsatz im Profibereich in der 3. Liga, als er am 1. Spieltag bei der 0:1-Auswärtsniederlage beim SV Wehen Wiesbaden in der 75. Spielminute für Maximilian Wolfram eingewechselt wurde. In der Winterpause wurde er bis zum Ende der Saison 2017/18 an den Regionalligisten ZFC Meuselwitz ausgeliehen, um mehr Spielpraxis zu bekommen. Zurück in Jena bestritt er in der ersten Saison lediglich drei Kurzeinsätze für den Drittligisten, kam jedoch regelmäßig bei den Amateuren in der Oberliga Nordost zum Einsatz. Im Juni 2019 verkündete der Verein den Kontrakt bis zum 30. Juni 2020 verlängert zu haben. Nach dem Auslaufen seines Vertrages wechselte er zurück zu seinem Heimatverein TSV Großbardorf in die Bayernliga. Im Sommer 2022 wechselte er ligaintern zur SpVgg Bayern Hof.